# Peribsen
Peribsen (Set-per-ib-sen, Set, upanje vseh src)  je bil staroegipčanski vladar iz Druge dinastije. Vladal je v zgodnjem dinastičnem obdobju okoli leta 2760 pr. n. št., najverjetneje samo v Gornjem Egiptu. Dolžina njegove vladavine je ocenjena na enajst do dvajset let.
V Egiptu ni nobenega spomenika, ki bi se lahko pripisal Peribsenu. Vsi napisi z njegovim imenom (sereki) so bili odkriti v Abidu, kjer je njegova grobnica, in njegovi pogrebni sobi v Sakari (osem fragmentov kamnitih posod iz kompleksa stopničaste piramide). Odtis njegovega pečetnika so odkrili v ruševinah Elefantine.
Peribsenova izbira boga kaosa Seta namesto boga Hora, ki je simboliziral red, za kraljevsko božanstvo je bila v egipčanski zgodovini neobičajna in redka. Set je predstavljal zlo, komponento, ki je skupaj s pozitivnim aspektom Hora vzdrževala svet v kozmičnem ravnotežju.

## Ime in identiteta
Ime in identiteta kralja Peribsena sta predmet številnih razprav. Na pečatih iz Abida in Elefantine je bolj poudarjeno božanstvo Aš kot Set, kar je nekatere strokovnjake privedlo do zaključka, da Peribsenovo ime berejo Aš-Peribsen in ne Set-Peribsen.
Peribsen je bil edini  vladar Starega Egipta, ki je uporabljal Setovo ime (Set-Peribsen). Naslavljal se je z Gospodar  Gornjega in Spodnjega Egipta, ki je bil običajen za vladarje Egipta,  čeprav ni nobenega dokaza, da je vladal bolj severno od  Beit Khallafa pri Abidu. 
Medtem ko nekateri egiptologi jasno razlikujejo kralja Peribsena in njegovega naslednika Sehemiba, drugi trdijo da je kralj na začetku svoje vladavine ime Hor-Sehemib spremenil v Set-Peribsen. Obstaja tudi mnenje, da sta Sehemib in Set Peribsen imeni, ki ju je isti vladar uporabljal vzporedno. Zaradi nasprotujočih si zgodovinskih  dokazov nobena omenjena  teorija ni  dokončna.
Henri Gautier in  Dietrich Wildung menita, da sta Peribsen in njegov predhodnik Sened ista oseba. Njuno mnenje temelji na zapisih faraona iz Ramzesovega obdobja, v katerih je omenjen samo Sened. Set-Peribsen je po njunem mnenju sčasoma pozabljeno faraonovo ime. Napačnost  te teorije dLežeče besedilookazujejo napisi v grobnici svečenika Šerija v Sakari, v katerih sta istočasno omenjena oba vladarja. Napisi dokazujejo, da gre verjetno za dva različna vladarja.  
V strokovnih krogih obstaja tudi teorija, da je bil Peribsen vladar, ki se pod imenom Hodžefa omenjen v Sakari in na Torinskem papirusu.

## Peribsen in bog Set
Vzrok, da je Peribsen za glavnega boga izbral Seta, bi lahko bilo 
- dejstvo, da ni vladal celemu Egiptu,
- nasilen prevzem oblasti, se pravi da ni bil zakonit naslednik prestola,[11]
- revolucionarne spremembe v vladarski ideologiji (sprememba ni bila popolna, ker je Peribsen uporabljal tudi Horove atribute),[12]
- Set je bil mitološki gospodar tujih ozemelj in simbol njihovih osvajanj.[13]

### Starejše raziskave
Do 1970. let je bila med raziskovalci priljubljena teorija, da je Peribsen, podobno kot kasneje Ehnaton, težil k enoboštvu. Teorija je bila zasnovana na izkopavanjih in raziskavah egiptologov  Percyja E. Newberrya in Jaroslava Černýja, ki sta v Peribsenovi naklonjenosti Setu videla mogoče versko odpadništvo. 
V tistem času še niso bili znani rezultati raziskav Kamna iz Palerma in pomembnih odtisov pečatnikov, zato ni obstajala verodostojna razlaga Peribsenove izbire novega božanstva. Po teh raziskavah je vloga Peribsena kot duhovnega predhodnika Ehnatona  zbledela.

### Novejše raziskave
Odtisi pečatnikov in fragmenti posod iz Abida in Elefantine, ki so jih odkrili v 1970. letih, so zapolnli praznine v starejših raziskavah. Na omenjenih artefaktih so ob Setu upodobljena tudi druga božanstva, kar jasno kaže na mnogoboštvo.  Na dveh odtisih valjastih pečatnikov sta nad kraljevim serekom upodobljena Set in Ra.
Egiptologi Wolfgang Helck, Nicolas Grimal in Barbara Bell  so trdili, da je bila med vladavino Peribsenovega predhodnika Ninečerja v Egiptu večletna suša, ki je imela velike posledice. To tezo podpirajo napisi na Kamnu iz Palerma, ki pravijo, da je bila gladina Nila ob koncu Ninečerjeve vladavine nevarno nizka.
Suša je  po mnenju stokovnjakov povzročila krizo v preskrbi z vodo in živili, kar je sprožilo nerede, ki bi lahko uničili Egipčansko kraljestvo. Ninečerjevi nasledniki so se zato  morda odločili, da bodo zaradi lažjega upravljanja kraljestvo razdelili na dva dela. Če je domneva  točna, je Peribsen vladal v južnem (Gornjem) Egiptu, Sened pa v severnem (Spodnjem) Egiptu. Odkritja iz obdobja Šestindvajsete dinastije potrjujejo Seneda kot »strašnega kralja Spodnjega Egipta«.

### Politične spremembe med Peribsenovo vladavino
Delitev kraljestva je Peribsena prisilila, da je spremenil nekatere atribute svoje oblasti. Novim politično-geografskim okoliščinam je najprej prilagodil svoje ime in naslove. Ker so v Gornjem Egiptu zelo spoštovali bogova  Seta in Aša in ker je bil sam po poreklu iz gornjergiptovske province Kom Ombo, se je preimenoval v Set/Aš-Peribsena, kar dokazujejo spremembe na njegovem vladarskem sereku. Izbira imena in boga zavetnika je bila torej taktična odločitev in politična propaganda.
Peribsenova državna politika je imela velik vpliv na državno upravo. Pečati uradnikov iz Abida in Elefantine dokazujejo, da so se državni uslužbenci imenovali »upravniki juga«  in »vdani zaupniki kralja Gornjega Egipta«. Ker Peribsen v Spodnjem Egiptu ni imel nobenega vpliva, je svoje interese usmeril na širjenje kraljestva na jug preko meje pri Elefantini.
Pomembno upravno središče je bilo kraljevo posestvo »Kneževina starih bark«, ki se zelo pogosto pojavlja na njegovih pečatih. Pomembna Peribsenova uradnika sta bila Ini Ha in Nihebheneb. Tudi njuni imeni se pogosto pojavljata na pečatih.
Nova prestolnica Gornjega Egipta je postal Kenubet (Začitnik Omba). Ime se pojavlja na majhnem številu artefaktov in je prikazano v neobičajnem okviru – kartuši, s katero je bila  poudarjena pomembnost kraljeve prestolnice. Imena kraljevih posesti so se v tistem času pisala v okviru z nazobčenim vzorcem, kar v tem primeru ne drži. Ime Kenubet se je kasneje napačno tolmačilo kot Peribsenovo Horovo ime.
V Spodnjem Egiptu so v tem času vladali kralji iz Memfisa. Zgleda da med Gornjim in Spodnjim Egiptom nikoli ni bilo večjih sporov niti rivalstva med kralji. Dokaz za to domnevo je podoba Peribsena na lažnih vratih v grobnici svečenika Šerija, ki pokojnemu Senedu poklanja nagrobno stelo in kip.
V Peribsenovi grobnici v Abidu je napis, ki prikazuje kralja zmagovalca, ki sprejema davek s severa. Napis bi lahko pomenil, da je Peribsen osvojil sever in združil Egipt, vendar za to ni nobenega  dokaza.

### Državna religija
Na artefaktih iz Abida in Elefantine so upodobjeni bogovi  Aš, Ra, Bastet in Min. Kultno središče boga Aša je bilo v libijskih oazah, Bastet  in Mina v Ašmimu in Seta v Kom Ombu. Boga Raja so častili v Heliopolu.

## Peribsenova odsotnost v kasnejših seznamih faraonov
V kasnejših seznamih egipčanskih kraljev Peribsenovovega imena ni. Namesto njega se na seznamu kraljev iz Sakare in Torinskem kanonu pojavljajo imena Neferkara, Neferkasokara ih Hudžefe.
Egiptologa Richard Wild in Wolfgang Helck domnevata, da se seznami faraonov iz Ramzesovega obdobja nanašajo samo na zgodovino memfiških vladarjev, Peribsen pa ni vladal v Memfisu in je pokopan v Abidu. Povsem mogoče je, da so memfiški svečeniki in pisarji, ki so zbirali zgodovinske  podatke za Kamen iz Palerma, Peribsena zavestno izpustili, ker so samo vladarje iz Memfisa šteli za polnopravne člane faraonskih rodbin.
Povezanost z bogom Setom je v kasnejši egipčanski zgodovini vzbujala deljena mnenja. Nekateri vladarji so ga prezirali in se odrekali faraonom, ki so mu bili blizu, drugi pa so ga spoštovali in jemali njegovo ime. Med slednje spadajo na primer Suteh (Trinajsta dinastija), Seti I. (Devetnajsta dinastija) in Setnat (Dvajseta dinastija).
Še vedno ni jasno ali zapisi grško-egipčanskega zgodovinarja Maneta omenjajo te vladarje, ker so imena pogrčena in težko prepoznavna. Za obdobje Peribsenove vladavine Maneto omenja samo to, da je bila druga polovica vladavine druge dinastije »težko obdobje Egipta«. Omemba se morda nanaša na mogoč razpad Egipta na dva dela po Ninečerjevi smrti, ker se je v kasnejši zgodovini na razdeljenost Egipta gledalo kot na znak  kaosa in propadanja.

## Dokumenti in arheološki dokazi
Iz Peribsenove grobnice v Abidu izvirata dve steli iz granita, na katerih so sereki s Peribsenovim imenom. Neravna in groba obdelava stel se znatno razlikuje od običajnih nagrobnih stel prve dinastije. Takšna obdelava je bila morda namerna ali pa se v njej skriva neka neznana simbolika. Podoba Seta je bila kasneje skoraj povsem izbisana.
Iz Peribsenove grobnice so tudi kamnite posode iz zglajenega peščenjaka, kremena in porfirita. Na večini posod je samo kraljev serek. Na dveh posodah je nad simbolom Seta  tudi simbol boga sonca Raja. Posode so večinoma valjaste vaze in čaše.
Peribsenovo ime se najde tudi na pečatih  iz Abida in Elefantine. Eden od njih vsebuje prvi popoln stavek, pisan v egipčanskih hieroglifih. Stavek se glasi: »Zlati, združil obe državi za svojega sina, kralja Gornjega in Spodnjega Egipta, Peribsen«.
Najden je tudi valjast pečatnik s Peribsenovim imenom. Dolg je 2 cm in izdelan iz zglajenega peščenjaka. Peribsenovo ime je zapisano v kartuši, zato je predmet datiran v obdobje tretje dinastije. Nekateri strokovnjaki dvomijo v pristnost odkritja, ker ni dokumentirano. Na podobnem valjastem pečatniku, izdelanem iz drugačnega gradiva, je Peribsenovo ime brez kartuše in s polnim  ceremonijalnim imenom.
- Pečat iz Abida s Peribsenovim podpisom in nadpisom
- Pečat  iz Abida s Peribsenovim podpisom in simbolom boga Aša
- Fragment vaze z imenom Sehemib-Perenmat, katerega je Set-Peribsen morda uporabljal na začetku svoje vladavine
- Kamnita vaza z napisom »davek prebivalcev Sethroë«

V Djoserjevi piramidi v Sakari so med izkopavanji odkrili okoli 35.000 predmetov, med njimi največ kamnite posode iz ranih dinastij. Na nobenem predmetu ni bilo Peribsenovega imena. 
Peribsena so v obdobju Četrte dinastije častili v okviru kulta mrtvih vladarjev. Za to trditev obstajajo dokazi v Gizi in Sakari, v grobnicah svečenikov Šerija in Inkefa, ki sta bila posvečena kultu mrtvih. Peribsenovo ime so severno od Abida odkrili samo na teh lokacijah. Na lažnih vratih Šerijeve grobnice ni omenjen samo Peribsen, ampak tudi njegov predhodnik Sened. Obe imeni sta zapisani v kartušah.

## Grobnica
Enostavna Peribsenova grobnica je v Umm el-Qa'abu. Dolga je 16 in široka 13 m in se zelo razlikuje od grobnic vladarjev Prve dinastije. Samostojna pogrebna soba, sezidana iz opeke, je obdana s hodnikom.  Predsoba ima dve odprtini, skozi kateri je preko dveh vrst štirih sob dostop do pogrebne sobe. Pogrebna soba je dolga 7,3 in široka 2,89 m. Grobnica je izropana. V njej so razen Peribsenovega pečata odkrili kamnite vaze prejšnjih vladarjev iz Druge dinastije in številne odtise valjastega pečatnika kralja Sehemiba, ki so povzročili dilemo, ali sta Peribsen in Sehemib ista oseba. Med prvim arheološkim izkopavanjem je Emil Amelino našel tudi številne kamnite in bakrene posode.
Pred grobnico sta stali steli z vladarjevim imenom. Ena od njiju je ohranjena in je razstavljena v Britanskem muzeju. H grobnici je spadal tudi prostor za obrede kulta mrtvih, ki je meril 108×55 m. Ograjen je bil z masivnim zidom iz opeke in blata. V njem je bilo nekaj manjših zgradb. Zidovi so bili debeli 1,5 metra in so bili najdebelejši, kar so jih odkrili v takšnih zgradbah. V obzidju je bilo troje vrat: severna, južna in vzhodna. Severna in južna vrata so imela dodatne zgradbe. Na jugovzhodu je bila kapela s tremi prostori velikosti 12,3×9,5 m. Za vladarje Prve dinastije je bilo značilno, da so bili okoli kraljeve grobnice vzporedni grobovi. Za Peribsena to pravilo ne velja, kar kaže, da so običaj opustili.